# Фасетно око
Фасетните очи, понякога наричани сложни са очите при членестоногите. С тях те могат да виждат, но само там където пада светлинен лъч, перпендикулярен на окото. Окото се състои от различен брой фоторецепторни конусовидни отделни части с формата на шестоъгълник – 4000 при домашните мухи, 17 000 при пеперудите и дори 30 000 при някои други насекоми Имат широк ъгъл на полезрение и могат да регистрират бързи движения, а понякога дори поляризация на светлината.